# Argyropoúli
Argyropoúli är en ort i Grekland.   Den ligger i prefekturen Nomós Larísis och regionen Thessalien, i den centrala delen av landet, 240 km nordväst om huvudstaden Aten. Argyropoúli ligger 193 meter över havet och antalet invånare är 1 782.
Terrängen runt Argyropoúli är huvudsakligen kuperad, men åt sydost är den platt. Runt Argyropoúli är det ganska glesbefolkat, med 48 invånare per kvadratkilometer. Närmaste större samhälle är Týrnavos, 9,9 km söder om Argyropoúli. Trakten runt Argyropoúli består till största delen av jordbruksmark.